# Motyle (film)
Motyle – polski psychologiczny film dla młodzieży z 1972 w reżyserii Janusza Nasfetera, nakręcony na podstawi scenariusza napisanego wraz z Teresą Nasfeter. Akcja filmu, który opowiada o pierwszych miłościach i zazdrościach, rozgrywa się w środowisku dwunastolatków. 

## Opis fabuły
Poetycka opowieść o pierwszych miłosnych nadziejach i rozczarowaniach. Dwunastoletni Edek przyjeżdża na wakacje do ciotki Heli, mieszkającej nad jeziorem. Poznaje tam grupę swoich rówieśników, a wśród nich uroczą Monikę. Spacerują po lesie, chodzą na plażę, jednak znajomość kończy się, gdy Monika zostawia Edka dla Alka, który ma bogatych rodziców, a zakochana w Edku Honorka zdradza mu tajemnicę Moniki.

## Obsada
- Roman Mosior - Edek
- Bożena Fedorczyk - Monika
- Grażyna Michalska -  Honorka
- Piotr Szczerkowski - Alek
- Bogdan Izdebski - Bogdan
- Krzysztof Sierocki - Lolek
- Ilona Stawińska -  Hela, matka Honorki i Jarka, ciotka Edka
- Mieczysław Czechowicz - mąż Heli
- Jolanta Bohdal - turystka
- Janusz Nasfeter - mąż turystki
- Tadeusz Schmidt - kierowca
- Andrzej Boczula - Jarek

## Nagrody
| Rok  | Nagroda/instytucja                                       | Nominacja                       | Nominowani                         | Wynik   |
| ---- | -------------------------------------------------------- | ------------------------------- | ---------------------------------- | ------- |
| 1972 | Prezes Rady Ministrów                                    | Nagroda za twórczość dla dzieci | Janusz Nasfeter                    | Wygrana |
| 1973 | Lubuskie Lato Filmowe                                    | Nagroda Specjalna Jury          | Janusz Nasfeter                    | Wygrana |
| 1973 | Międzynarodowy Festiwal Filmów Młodego Widza "Ale Kino!" | Złote Koziołki                  | Janusz Nasfeter                    | Wygrana |
| 1973 | Międzynarodowy Festiwal Filmów dla Dzieci w Teheranie    | Złota Statuetka                 | Janusz Nasfeter                    | Wygrana |
| 1975 | Międzynarodowy Festiwal Filmowy „Fest” w Belgradzie      | Nagroda Domu Kultury Karadzicz  | Bożena Fedorczyk Grażyna Michalska | Wygrana |